# Origen de la lengua japonesa
La lengua japonesa es parte de la lenguas japónicas junto con la lengua okinawense y otras. Muchos lingüistas apoyan la idea de que las lenguas japonesa y coreana son parte de las lenguas altaicas. Otros lingüistas apoyan la idea de que el japonés es parte de las lenguas austronesias.

## Japonés, las lenguas altaicas y el coreano
El lingüista William George Aston sugirió en 1879 en su diario Journal of the Royal Asiatic Society que la lengua japonesa está relacionada con la lengua coreana. En 1910 Shōsaburō Kanazawa también apoyó la idea de que el japonés está relacionado con el coreano. Sergei Sarostin en 1991 apoyó la idea que coreano y japonés están relacionados con las lenguas altaicas. 
Ejemplos de palabras similares:
- Japonés mizu, Coreano mul, Nanai muke y Turco su (agua)
- Japonés na, Coreano an e Nanai anna (no)

## Japonés y las lenguas austronesias
Otros lingüistas apoyan la idea de que el japonés está relacionado con las lenguas austronesias, como el Tagalo, el Hawaiano y el Indonesio. Muchos lingüistas no apoyan la idea porque la gramática y la morfología del japonés es muy diferente al de todas las lenguas austronesias. 
- Datos: Q1117692